# Zawyki
Zawyki – wieś w Polsce położona w województwie podlaskim, w powiecie białostockim, w gminie Suraż. Wieś leży na północnym brzegu Narwi.
| SIMC    | Nazwa    | Rodzaj    |
| ------- | -------- | --------- |
| 0041849 | Tatarska | część wsi |

Do 1954 roku miejscowość należała do gminy Zawyki. W latach 1975–1998 miejscowość administracyjnie należała do województwa białostockiego.
Wierni kościoła rzymskokatolickiego należą do parafii Bożego Ciała w Surażu, a prawosławnego do parafii pw. Podwyższenia Krzyża Pańskiego w Kożanach. 

## Historia
Pierwsza wzmianka pisemna o wsi pochodzi z 1558 roku. Zawyki zamieszkiwane były wówczas głównie przez ludność ruską stanu chłopskiego, początkowo prawosławną a po 1596 unicką. W poł. XVIII w. na potrzeby tej ludności Ignacy Karniewski, generał wojsk koronnych, ufundował we wsi kaplicę, będącą filią cerkwi suraskiej. Materiał do jej budowy pozyskano z rozbiórki XVI-wiecznej cerkwi w Bacieczkach. Kaplica ta, podobnie jak cerkiew parafialna, należały do diecezji włodzimiersko-brzeskiej. Kaplica (od 1919 r. rzymskokatolicka) zachowała się do dziś i jest jednym z zabytków miejscowości.
W 1790 r. wieś liczyła 51 domów.
Według Powszechnego Spisu Ludności z 1921 roku wieś zamieszkiwało 427 osób, wśród których 380 było wyznania rzymskokatolickiego, 43 prawosławnego a 4 mojżeszowego. Jednocześnie 421 mieszkańców zadeklarowało polską przynależność narodową, 2 białoruską, a 4 żydowską. Było tu 80 budynków mieszkalnych.
W przeszłości mieszkańcy Zawyk porozumiewali się między sobą gwarą języka białoruskiego. W 1980 r. dokonano tu badań dialektologicznych pod kierunkiem Janusza Siatkowskiego, w ramach których odnotowano, że starsze i część średniego pokolenia posługuje się między sobą gwarą białoruską, młodzież mówi zazwyczaj po polsku. Współcześnie jednak gwarę tę należy uznać za wymarłą.

## Zabytki
- drewniana kapliczka „Ze źródełkiem”, 2. poł. XVIII w., nr rej.: 697 z 26.04.1988
- drewniana kaplica cmentarna pod wezwaniem Imienia Maryi (od 1919 rzymskokatolicka)[12], na dawnym cmentarzu unickim (później prawosławnym, współcześnie rzymskokatolickim), 2. poł. XVIII-XIX w., nr rej.: 698 z 26.04.1988[13].